# Серов, Алексей Борисович
Алексе́й Бори́сович Серо́в (род. 15 ноября 1974, Иваново, РСФСР, СССР) — российский певец, солист группы «Дискотека Авария».

## Биография
Алексей Борисович Серов родился 15 ноября 1974 года в городе Иваново в семье музыкантов. 
Окончил ивановскую школу № 58. С 1-го по 3 классы занимался в детском эстрадном ансамбле «А+Б». 
С 4-го класса пробовал себя в теннисе — большом и настольном. Занимался в кукольном театре, в секции самбо, в кружке спортивного ориентирования, а также в секции спортивной радиопеленгации. Записался в футбольную секцию. Учился в одной школе с Николаем Тимофеевым.
В 1997 году присоединился к Тимофееву, Рыжову и Жукову, войдя в состав группы «Дискотека Авария», солистом которой является по настоящее время. 
В ночь с 21 по 22 мая 2005 года подвергся бандитскому нападению в Москве - ему  выстрелили из травматического пистолета в голову.
В 2009 году открыл сеть премиальных химчисток «Химчистка №1».

## Личная жизнь
Серов был женат трижды. В первом браке у него родился сын Марк. Вторая супруга певца родила ему сына Ричарда. Третья родила дочь Полину.